# Steffi Häberlin
Steffi Häberlin (11 de diciembre de 1997) es una deportista suiza que compite en ciclismo en las modalidades de ruta y montaña (campo a través). Ganó una medalla de plata en el Campeonato Europeo de Ciclismo de Montaña en Maratón de 2021.

## Medallero internacional
| Campeonato Europeo | Campeonato Europeo | Campeonato Europeo | Campeonato Europeo |
| Año                | Lugar              | Medalla            | Competición        |
| ------------------ | ------------------ | ------------------ | ------------------ |
| 2021               | Evolène (Suiza)    | Medalla de plata   | Campo a través     |

## Palmarés
2025
- Campeonato de Suiza en Ruta